# Le Mesnil-Saint-Jean
Le Mesnil-Saint-Jean é uma comuna francesa na região administrativa da Normandia, no departamento de Eure. Estende-se por uma área de 7.85 km². Em 2010 a comuna tinha 221 habitantes (densidade: 28,2 hab./km²).
Foi criada em 1 de janeiro de 2019, após a fusão das antigas comunas de Saint-Georges-du-Mesnil (sede) e Saint-Jean-de-la-Léqueraye.